# Arctosa simoni
Arctosa simoni är en spindelart som beskrevs av Guy 1966. Arctosa simoni ingår i släktet Arctosa och familjen vargspindlar.
Artens utbredningsområde är Turkiet. Inga underarter finns listade i Catalogue of Life.